# Mariandl (1961)
Mariandl ist ein österreichischer Spielfilm von Werner Jacobs aus dem Jahr 1961 mit Conny Froboess und Rudolf Prack sowie Waltraut Haas, Gunther Philipp, Peter Weck und Hans Moser in den Hauptrollen. Es handelt sich um eine Neuverfilmung von Martin Costas Bühnenstück Der Hofrat Geiger, das unter diesem Titel bereits 1947 von Hans Wolff verfilmt worden war.

## Handlung
Die Handlung findet 1961 statt. In Dürnstein müht sich Marianne Mühlhuber als Wirtschafterin des schon etwas heruntergekommenen Hotels „Goldene Gans“ ab, in das sie der alte Windischgruber seinerzeit mit ihrem unehelichen Kind Mariandl aufgenommen hatte. Die Gäste bleiben aus, die Schulden drücken. Marianne wird von Gustl Pfüller, Weinhändler und Inhaber des „Hotel Post“ heftig umworben.
Ihre Tochter, Mariandl, 17, die bei der älteren Schwester ihrer Mutter in Berlin aufgewachsen ist, kommt persönlich im Ministerium in Wien vorbei, um die Gründe für die Ablehnung ihres Antrags auf ein Musikstipendium zu erfahren. Dabei trifft sie zunächst auf den Sekretär Peter Hofer, dessen Vorgesetzter, Hofrat Franz Geiger, sich schließlich persönlich der Akte Mühlhuber annimmt.
Bei der Prüfung des Antrags dämmert dem Hofrat Franz Geiger, dass Mariandl seine eigene Tochter ist. Franz, immer noch Junggeselle, erinnert sich an die Zeit, die er als Oberleutnant mit Marianne Mühlhuber verbrachte. Er folgt dem jungen Mädchen nach Dürnstein, wo dessen Mutter Marianne gerade im Begriff ist, dem Werben des reichen Hotelbesitzers Pfüller nachzugeben, um ihrer schwierigen finanziellen Lage zu entkommen.
Franz kann die Hochzeit abwenden und nach einigen Verwicklungen kommt es zum Happy End: Marianne und Geiger werden ein Paar, Mariandl und Peter kommen zusammen, Peters Ex-Freundin Steffi und der reiche Gustl Pfüller finden sich und auch Geigers Haushälterin Franzi findet in einem Oberpostrat eine gute Partie.

## Produktion

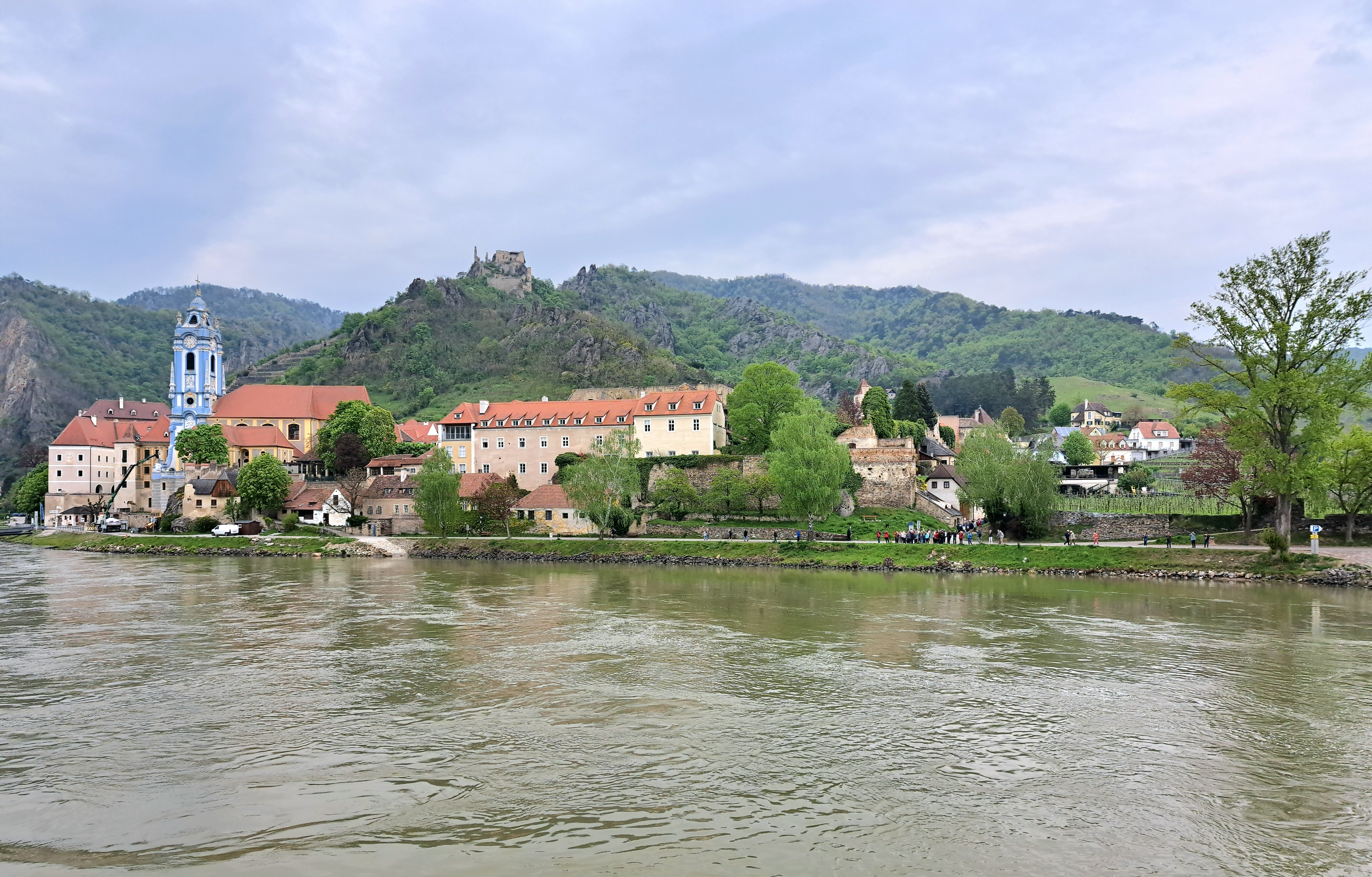
Drehort Dürnstein

### Produktionsnotizen
Produktionsfirma war die Sascha-Film (Wien) unter dem Produzenten Herbert Gruber, die Produktionsleitung hatte Karl Schwetter inne.
Mariandl wurde teilweise nachsynchronisiert, was für Hans Moser ein Novum war. Besondere Probleme entstanden, als er vor dem bereits fertig produzierten Mariandl-Lied die Worte: „Also, geh ma’s an…“ einflechten sollte. Nach mehreren unbefriedigenden Versuchen bedankte sich Regisseur Jacobs bei ihm und ließ heimlich Gunther Philipp holen, der auf Anhieb zur Zufriedenheit des Regisseurs die gewünschten Worte in der Art Mosers aussprach.

### Lieder im Film
- Mariandl, Text: Kurt Nachmann, Musik: Hans Lang
- Mein Vater war ein Cowboy, Text: Georg Buschor, Wolfgang Felsing, Musik: Christian Bruhn

### Veröffentlichung
Mariandl hatte in der Bundesrepublik Deutschland am 25. August 1961 Premiere. In Dänemark wurde der Film unter dem Titel Conny og Peter i Tyrol am 26. Dezember 1961 veröffentlicht.
Alive gab Mariandl und Mariandls Heimkehr am 7. April 2017 innerhalb der Reihe „Juwelen der Filmgeschichte“ auf DVD heraus. Der Film wurde am 9. September 2015 von Studiocanal zusammen mit der Fortsetzung Mariandls Heimkehr auf DVD herausgegeben. Außerdem ist er auf der DVD von Kinowelt Home Entertainment, herausgegeben am 7. November 2008, „Ein Wiedersehen mit Conny Froboess“ erschienen. Die Ausgabe enthält ein 28-seitiges Booklet.

## Rezeption

### Kritik
Laut dem Lexikon des internationalen Films handle es sich bei Mariandl um „das übliche Verwechslungsspiel, das wie immer auf ein Happy-End hinausläuft.“ Der Film sei „[s]eichte, oberflächliche Unterhaltung mit einer gehörigen Portion Sentimentalität“. Filmecho hingegen schrieb, Mariandl sei „[e]in höchst vergnüglicher, gemütvoller und unterhaltsamer Film“.
Prisma sprach von einer „typische[n] Sechzigerjahre-Heimatkomödie mit einigen Liebeswirren und Happyend von Werner Jacobs […], der hier einmal mehr auf die Zugkraft der jungen Cornelia Froboess“ gesetzt habe, mit der er zuvor bereits „die Musikkomödie Conny und Peter machen Musik (1960) inszeniert“ habe.
Die OÖ Nachrichten schrieben in einem Bericht über Hans Moser zu seiner Rolle in Mariandl unter der Überschrift „Die besten Hans-Moser-Filme aller Zeiten“: „Nebenrollen-Kaiser Hans Moser verleiht dem Liebesglück als Opa Windischgruber eine erdige Note. Kultfilm, der Conny Froboess zum Star machte.“

### Fortsetzung
Mit Mariandls Heimkehr erschien 1962 eine Fortsetzung mit denselben Hauptdarstellern, ebenfalls unter der Regie von Werner Jacobs. In der Verfilmung von 1947 agierte Waltraut Haas als Mariandl, die Rolle der Mutter wurde von Maria Andergast gespielt, der Hofrat von Paul Hörbiger. Auch Hans Moser war mit von der Partie, wenn auch nicht als Windischgruber.

## Nachwirkung
Die langanhaltende Wirkung des Films zeigte sich auch darin, dass das österreichisch-deutsche Duo Christoph Grissemann und Dirk Stermann in seiner ORF-Show Willkommen Österreich 2015 in mehreren Folgen unter dem Titel „Winnetou in der Wachau“ Karl Mays Helden in Mariandls Wachau versetzten.
2023 inszenierte Marcus Strahl, der Sohn des Schauspielerehepaares Waltraut Haas und Erwin Strahl, bei den Wachaufestspielen die Uraufführung des Auftragswerks Von wegen Mariandl!, einer Komödie von Stefan Vögel und Hommage an die Spielfilme Mariandl  (1961) und Der Hofrat Geiger (1947).